# YouTube Gaming
YouTube Gaming — подразделение платформы YouTube, которое сосредоточено на видеоиграх и игровом контенте. Она была запущена в 2015 году и предназначена для создания и распространения видео, связанных с видеоиграми, включая игровые стримы, обзоры, прохождения, летсплеи и другие материалы.
YouTube Gaming предлагает пользователям:
1. Стриминг: Игроки могут проводить прямые трансляции своих игр, взаимодействуя с зрителями в реальном времени[6].
2. Запись и загрузка видео: Пользователи могут записывать свои игровые сессии и загружать их на платформу.
3. Поиск контента: Упрощенный поиск видео о видеоиграх, включая популярные игры, стримы и каналы.
4. Сообщество: Возможность подписываться на каналы, оставлять комментарии и общаться с другими игроками.

В 2019 году YouTube Gaming был интегрирован обратно в основной интерфейс YouTube, и с тех пор игровые стримы и контент стали более доступны на основной платформе.